# György Lukács
György Lukács [ďörď lukáč] (maďarsky Lukács György; 13. dubna 1885 – 4. června 1971) byl židovsko-maďarský marxistický filosof a literární kritik. Mnozí jej považují za spoluzakladatele západní marxistické tradice. Přispěl k obohacení idejí materialistického názoru a třídního uvědomění marxistické filosofie a teorie. Jeho literární kritika byla ovlivněna realismem a románem jako literárním žánrem. Během Maďarského povstání v roce 1956 byl krátce ministrem kultury vlády Imre Nagyho.

## Život a politika
Lukácsovo plné jméno v němčině bylo Georg Bernhard Lukács von Szegedin a v maďarštině Szegedi Lukács György Bernát, známý je však pod svým vydavatelským jménem Georg nebo György Lukács. Narodil se v roce 1885 jako György Bernát Löwinger v zámožné budapešťské židovské rodině. Jeho otec Jószef Löwinger (Szegedi Lukács Jozsef, narozen v Szegedu) (1855-1928) byl investiční bankéř, jeho matkou byla Adele Wertheimer (Wertheimer Adél, narozena v Budapešti) (1860–1917). Mladý Lukács studoval na univerzitách v Budapešti a Berlíně, titulu PhDr. dosáhl už v roce 1906.

### Předmarxistické období
Během studia budapešťské univerzity dovedlo Lukácse členství v různých socialistických kroužcích k anarchosyndikalistovi Ervinu Szabó, který ho seznámil s pracemi George Sorela. Lukácsův názorový postoj byl v té době modernistický a antipozitivistický.

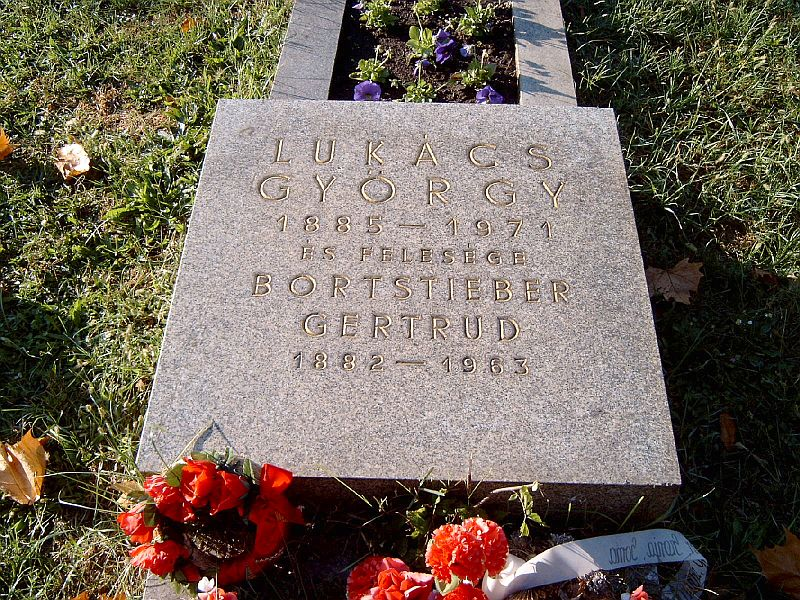
Hrob G. Lukácse v Budapešti (Kerepesi temető)

V letech 1904–1908 se podílel na práci divadelní skupiny, která uváděla hry Henrika Ibsena, Augusta Strindberga, Gerharta Hauptmanna aj.
Před první světovou válkou strávil Lukács hodně času v Německu. Roku 1906 a opět v letech 1909–1910 studoval v Berlíně, kde poznal Georga Simmela a roku 1913 v Heidelbergu, kde se spřátelil s Maxem Weberem, Ernstem Blochem a Stefanem Georgem. Idealismus, který Lukács v té době podporoval, byl svázán s kantismem jako dominantní filosofii německých univerzit, ale také s Platónem, Kierkegaardem, Diltheym a Dostojevským. Jeho práce Duše a formy a Teorie románu byly publikovány roku 1910, resp. 1916.
V r. 1915 se Lukács vrátil, spolu se svou první ženou, ruskou revolucionářkou v exilu Jelenou Grabenkovou, zpět do Budapešti. Vedl zde intelektuální skupinu Nedělní kroužek, neboli též Lukácsův kroužek, jak byl nazýván. Pod vlivem Lukácsova heidelberského období byla skupina silně zaujata všemi kulturními tématy vycházejícími hlavně ze sdíleného zájmu o Dostojevského. Na práci a financování Nedělního kroužku se podílely přední maďarské elity jako např. Karl Mannheim, Béla Balázs nebo Karl Polanyi. Na sklonku války pod vlivem očekávaných společenských změn se účastníci kroužku rozdělili podle politických sympatií. Někteří z nich následovali Lukácse v jeho náhlém a neočekávaném příklonu k formující se komunistické straně.

### Komunistický aktivista
Ve světle první světové války a Říjnové revoluce v Rusku roku 1917 přehodnotil Lukács své dosavadní ideje, stal se oddaným marxistou a 1918 se připojil ke vznikající Komunistické straně Maďarska vedené Bélou Kunem. V krátkém období Maďarské republiky rad působil v revoluční vládě jako lidový komisař vzdělání a kultury. Stal se předním stranickým činitelem, ale též politickým komisařem 5. divize maďarské Rudé armády, z kteréžto pozice nařídil po porážce své divize v květnu 1919 v obci Poroszló popravu osmi lidí.
Poté, co byla sovětská republika v Maďarsku roku 1919 poražena, utekl Lukács do Vídně, kde byl sice zatčen, ale uchráněn před vydáním do Maďarska díky intervenci skupiny spisovatelů, mj. též Thomase a Heinricha Manna, z nichž prvně jmenovaný vykreslil Lukácse v postavě jezuitského fanatika Lea Naphty ve svém románu Kouzelný vrch (1924). Ve Vídni 20. let se Lukács seznámil s dalšími radikálními komunisty, kteří zde pracovali či pobývali v exilu, jako byli Victor Serge, Adolf Joffe a Antonio Gramsci.
V teoretické práci obrátil Lukács svou pozornost k rozvinutí myšlenek leninismu do filosofických kategorií. Jeho hlavní eseje té doby byly zahrnuty do rozsáhlé práce Dějiny a třídní vědomí, prvně publikované roku 1923. Ačkoli šlo vesměs o typy příspěvků považované Leninem za ultralevicové, snažil se v nich Lukács o rozvinutí širší filosofické základny leninismu, a to pravděpodobně s větším úspěchem, než byl doposud schopen sám Lenin. Přesto byla publikace na 5. kongresu Kominterny v červnu 1924 Grigorijem Zinovjevem ostře napadena. Roku 1924, krátce po Leninově smrti, vydal Lukács útlou brožuru Lenin: Studie jednoty jeho myšlení, a roku 1925 kritickou stať k Bucharinově příručce historického materialismu.
Jako maďarský exulant zůstal Lukács aktivní v levém proudu Maďarské komunistické strany a z této pozice oponoval Bélovi Kunovi, již podřízenému bolševické Moskvě. Ve svých „Blumových tezích“ (Lukács přijal pseudonym po německém radikálním demokratovi Robertu Blumovi zabitém v Rakousku za revolučního roku 1848) se dožadoval svržení fašizujícího režimu admirála Horthyho pomocí politiky jednotné fronty, tak jak byla později uskutečňována ve 30. letech, a volal po „demokratické diktatuře“ dělníků a rolníků jako přechodného stupně k diktatuře proletariátu. Lukácsova strategie byla Kominternou odsouzena, v důsledku čehož se Lukács stáhl z aktivního politického života do teoretické práce.

### Během Rákosiho stalinismu
Lukács žil v letech 1929–1933 v Berlíně, před nacisty pak odešel do Moskvy, kde žil až do konce druhé světové války. Paradoxně, na rozdíl od mnoha svých stalinistických soudruhů včetně Bély Kuna, přežil období velkého teroru konce 30. let.
Po skončení války se Lukács jako člen komunistické strany angažoval v přeměně maďarské společnosti. Od roku 1945 byl členem Maďarské akademie věd. Během let 1945–1946 prudce kritizoval nekomunistické filosofy a spisovatele, v té souvislosti je též obviňován, že se aktivně podílel na vytlačování nezávislosti a s ní i nekomunistických intelektuálů jako byli Béla Hamvas, István Bibó, Lajos Prohászka nebo Károly Kerényi z akademického života. Nekomunističtí intelektuálové jako Bibó (roku 1956 ministr zahraničí v Nagyově vládě) byli často vězněni a nuceni k podřadným špatně placeným mentálním a v letech 1946–53 též manuálním pracím. Podle Claudia Mutti, který byl členem stranického výboru odpovědného za vytvoření listiny „protidemokratických“ (protistranických nebo antikomunistických) a sociálně „úchylných“ knih a prací, tvořila tato černá listina ve třech částech celkem na 160 stran, byla distribuována informačním a tiskovým oddělením ministerského předsedy a zahrnovala též mnoho zahraničních autorů především pravicové orientace jako byli Gabriele d'Annunzio nebo Schmitt.
Lukács osobně věřil, že socialistická kultura se může prosadit a zvítězit svou kvalitou, mělo se tak ale stát na základě svobodného zápasu, nikoli formou administrativního tlaku. Jeho postoj kulturní tolerance byl však v letech 1948–49 odsouzen v „Lukácsově procesu“, když Mátyás Rákosi aplikoval známou salámovou taktiku na komunistickou stranu samotnou. Lukács byl znovu začleněn do stranického života v polovině 50. let, když jej strana v letech 1956–57 využila ve své honbě na spisovatelské organizace (srovnej Tamás Aczél, Tibor Méray: Vzpoura mysli, kde autoři vyjadřují víru, že se Lukács účastnil čistek pouze s nechutí, a uvádějí Lukácsův odchod ze zasedání předsednictva jako důkaz této jeho neochoty).

### Destalinizace
V roce 1956 se stal Lukács ministrem v revoluční vládě Imre Nagyho, která oponovala oficiální sovětské linii, zatímco jeho dcera vedla krátce působící stranu komunistické revoluční mládeže. Jako ministr se Lukács snažil o vytvoření širší koalice socialistických sil a prosazoval obnovení komunistické strany Maďarska na novém základě tak, aby se opět mohla ucházet o důvěru maďarské veřejnosti. Část dosud vládnoucí Maďarské strany pracujících (vznikla v r. 1948 sloučením komunistické a sociálně demokratické strany) se pod vlivem Nagye v r. 1956 reorganizovala do nové Maďarské socialistické dělnické strany (MSDS). Tyto reformní snahy byly pohřbeny převzetím strany Jánosem Kádárem po 4. listopadu 1956.
Jako jeden z mála komunistů se Lukács aktivně zapojil do debat Petöfiho kroužku. Jak vzpomíná ve svých Budapešťských denících, argumentoval během r. 1956 pro vytvoření nové, na sovětech založené komunistické strany. Z jeho pohledu mohla nová strana vyhrát v sociální dominanci pouze na základě přesvědčování, nikoli silou. Lukács navrhoval spojenectví mezi disidentskou komunistickou stranou revoluční mládeže, revoluční sociálně demokratickou stranou a na sovětech postavenou novou komunistickou stranou jako nejmladšího partnera.
Po porážce maďarské revoluce na podzim 1956 a krátkém azylu na jugoslávské ambasádě byl Lukács deportován společně s ostatními členy Nagyovy vlády do Rumunska. Na rozdíl od Nagye samotného a jiných přežil následné čistky a roku 1957 se vrátil do Budapešti. I když se veřejně vzdal své dosavadní pozice, provedl sebekritiku a stal se režimu loajálním, nebyl již pro stranu politicky důvěryhodným. Lukácsovi příznivci byli během 60.–70. let obviňování z politických zločinů, přičemž mnozí z nich odešli do emigrace. Lukácsova kniha Mladý Hegel a Zkáza rozumu byla považována za důkaz, že byl její autor tajným kritikem stalinistické moci. V posledních letech svého života, po událostech ve Francii (květnové události) a Československu (pražské jaro) roku 1968, se stal Lukács k politice Sovětského svazu a maďarské komunistické strany opět více veřejně kritickým.
V rozhovoru poskytnutém krátce před svou smrtí Lukács poznamenal: "bez skutečné teorie společnosti a jejího pohybu, jeden nemůže uniknout stalinismu. Stalin byl velký taktik…ale Stalin, bohužel, nebyl marxista…základ stalinismu leží v důrazu na taktiku před strategií, praxi před teorií…byrokracie vytvořená stalinismem je ohromné zlo. Společnost je jí udušena. Všechno se stává nereálným, nominalistickým (sic!). Lidé nevidí (celistvý) projekt, strategickou snahu a žijí v nehybnosti…" Lukács z toho vyvozuje: "musíme se naučit spojit velká všeobecná rozhodnutí politické moci s individuálními potřebami jednotlivců".[zdroj?]
Je pochován v Budapešti na hřbitově Kerepesi.

## Dílo

### Dějiny a třídní vědomí
V letech 1919-1922 psal Lukács Dějiny a třídní vědomí, prvně publikované v roce 1923. Kniha považovaná za jedno z iniciačních děl západního marxismu rozvíjí marxistické myšlení k sociologii, politice a filosofii, znovudefinuje základy marxistické teorie odcizení a spletité otázky ideologie, falešného vědomí, zhmotnění a třídního vědomí.
V první kapitole nazvané "Co je ortodoxní marxismus", Lukács definuje ortodoxii jako věrnost marxistické metodě, nikoli dogmatu:
"Ortodoxní marxismus tudíž neznamená nekritické přijmutí výsledků Marxova zkoumání. Není vírou v tu či onu teorií, ani vědeckým výkladem posvátné knihy. Oproti tomu ortodoxie poukazuje výhradně k metodě. Je vědeckou jistotou, že dialektický materialismus je cestou k pravdě a že tato metoda může být rozvinuta, rozšířena a prohloubena pouze ve smyslu učení jejich zakladatelů.“ (§ 1)
Lukács kritizoval revizionistické snahy a dovolával se návratu k marxistické metodě, jejímž základem je dialektický materialismus. Podobně jako později Louis Althusser, který sarkasticky prohlásil marxismus a psychoanalýzu za „konfliktní vědy“, uvedl Lukács stejně posměšně, že revizionismus je zvnitřněním marxistické teorie asi tak, jako je dialektický materialismus produktem třídního boje.
"Z toho důvodu otázka ortodoxního marxismu, jeho vítězství nad revizionismem a utopií nemůže nikdy znamenat, jednou a provždy, prohru falešných iluzí. Jde o stále se obnovující boj proti záludným dopadům buržoazní ideologie na myšlení proletariátu. Marxistická ortodoxie není strážcem tradic, je neustále bdělým prorokem zdůrazňujícím vztah mezi otázkami bezprostřední přítomnosti a totalitou historických procesů". (§ 5)
Podle Lukácse: "předpokladem dialektického materialismu je, že nikoli lidské vědomí determinuje existenci, ale v protikladu, sociální existence determinuje vědomí…pouze pokud je jádro bytí odhaleno jako sociální proces, může být bytí nazíráno jako produkt, ačkoli až doposud neuvědomělý, lidské aktivity" (§ 5) Ve shodě s Marxem tak Lukács kritizoval buržoazní filosofii individuálního subjektu, který vidí sám sebe jako výsledek vůle a vědomí. Proti této filosofii prosazoval prvořadost sociálních vztahů. Existence je sice produktem lidské aktivity, ale tato je určována sociálními procesy, kteréžto jsou zase výsledkem ideologické manipulace. To ještě neznamená, že Lukács omezoval lidskou svobodu jménem sociální determinace, v protikladu a dialekticky, viděl produkt existence jako výsledek prakticky možného.
Napříště se má problém skládat ze vztahu teorie a praxe. Lukács cituje Marxova slova: "nestačí, aby ideje usilovaly o své provedení, realita jim musí jít naproti" a zároveň se ptá, jak může intelektuální myšlení souviset s třídním bojem, pokud teorie jednoduše nezaostává za historickými procesy, jako pro Lukácse v případě Hegelovy filosofii dějin ("Minerva přichází vždy v přítmí noci…"). Lukács kritizuje Engelsova Anti-Dühringa, když jej obviňuje, že tento: "nereflektuje nejpodstatnější interakce, jmenovitě dialektický vztah mezi subjektem a objektem v historickém procesu, kterýžto samotný si zaslouží být dán do popředí". Dialektický vztah subjektu a objektu je základem Lukácsovy kritiky Kantovy gnoseologie, podle nějž je subjekt vnějším, univerzálním smyslem odděleným od objektu.
Pro Lukácse je "ideologie" skutečnou projekcí třídního vědomí buržoazie, která reálně zabraňuje proletariátu dosáhnout vědomí vlastní revoluční úlohy. Ideologie determinuje "formu objektivity" a tím i podstatu vlastního poznání. Skutečná věda musí podle Lukácse uchopit "konkrétní totalitu", skrze niž samotnou je jedině možné poznat aktuální formu objektivity jako historického období. A tak to, co obecně nazýváme věčnými "zákony" ekonomie je odmítnuto jako ideologická iluze projektována skrze současnou formu objektivity. ("Co je ortodoxní marxismus?", § 5). Tak taky nakonec "ortodoxní marxismus" není definován interpretací Kapitálu na způsob Bible, ale věrností "marxistické metodologii", dialektice.
Lukács popisuje kategorie zhmotnění jako přirozený produkt kapitalistické společnosti, kdy se sociální vztahy objektivizují, přičemž znemožňují schopnost spontánního rozvoje třídního vědomí. V tomto kontextu vidí nutnost vynoření se strany leninského typu jako subjektivní reakce v rámci marxistické dialektiky.
I když později Lukács odmítl některé vývody Dějin a třídního vědomí, konkrétně role proletariátu jako subjektu-objektu dějin (r. 1960 v doslovu k francouzskému vydání), napsal nejpozději v letech 1925-26 v reakci na kritiku svou obhajobu. Tento nedokončený rukopis, vydaný pouze maďarsky (1996) a anglicky (2000) pod názvem Obhajoba Dějin a třídního vědomí, patří možná k nejdůležitějším "neznámým" marxistickým textům dvacátého století.

### Literární a estetická práce
Kromě toho, že byl Lukács výrazným marxistickým myslitelem, byl též literárním kritikem. Již v počátcích kariéry napsal původní literárně kritickou Teorií románu. Kniha je historií románové formy a průzkumem jejich základních charakteristik.
Lukács se však později této práce zřekl, když ji v jednom z vydání opatřil rozsáhlým úvodem, v kterém ji odmítl jako chybnou, nicméně obsahující "romantický antikapitalismus", jenž se časem vyvinul v marxismus. Dotyčný úvod obsahuje též známé odmítnutí Theodora Adorna a jiných západních marxistů, kteří se podle Lukácse zabydleli v "Grandhotelu Propast" (lépe slonová věž).
Lukácsovy pozdější literárně kritické práce obsahují známou esej Kafka nebo Thomas Mann?, v níž Lukács vyzdvihl modernistický přístup Mannův a kritizoval přístup Kafkův. Lukács vytrvale odmítal podle něj formální inovace moderních autorů jako byli Franz Kafka, James Joyce nebo Samuel Beckett a upřednostňoval tradiční formu realismu. Proslulá je jeho obhajoba revolučního charakteru románu sira Waltra Scotta a Honoré de Balzaka. Lukács cítil, že u obou jim jejich nostalgický proaristokratický postoj dovoluje kriticky přesnou analýzu nastupujícího dravého kapitalismu (třebaže z tradičních reakčních pozic). Tento jeho pohled se promítl do práce Historický román, stejně jako byl patrný již v eseji z roku 1938 Realismus v rovnováze.

### Realismus v rovnováze (1938) – Lukácsova obrana literárního realismu
Lukácsovým původním záměrem k napsání Realismu v rovnováze bylo odhalit zavádějící tvrzení obhájců expresionismu jakožto hodnotného literárního hnutí. Lukács adresuje svůj nesouhlas komunitě těch moderních kritiků, které považoval za neschopné rozhodnout, kteří spisovatelé jsou ještě expresionisté a kteří už ne, přičemž sarkasticky poznamenává, že "není možná větší otázky než expresionističtí autoři".
Ve svém Realismu v rovnováze kritizuje Lukács to, co chápe jako nadhodnocení moderních autorských směrů a zároveň požaduje vytváření alternativ. Odmítá představu toho, že moderní umění musí být nutně manifestem sebe sama jako litanie na sebe navazujících směrů počínaje naturalismem přes impresionismus a expresionismus a s vyvrcholením v surrealismu. Pro Lukácse je důležitou otázkou nikoli konflikt vycházející z modernistické odpovědi na tradiční formy, ale schopnost umění konfrontovat objektivní realitu světa, schopnost, kterou shledal v modernismu jako naprosto omezenou.
Z tohoto důvodu Lukács věří, že potřebná alternativa musí vycházet z forem realismu a do popředí staví realistické autory jako Maxima Gorkého, Thomase a Heinricha Manny, Romaina Rollanda. K dokreslení situace Lukács uvádí argumenty kritika Ernsta Blocha, obhájce expresionismus, na kterého se polemicky přímo obrací, když tvrdí, že moderní autoři jako Bloch jsou příliš svolní ignorovat realistickou tradici. A jak Lukács věří, tato lehkomyslná ignorace vychází z modernistického odmítnutí základních principů marxistické teorie, v které je kapitalistický systém nazírán jako "objektivní celistvost sociálních vztahů", což je východiskem pro Lukácsovu obhajobu realismu.
Lukács vysvětluje, že všudypřítomnost kapitalismu, jednota jeho teorie (ideologie) a praxe (ekonomie) a jeho hluboký vliv na sociální vztahy tvoří "uzavřenou integritu", nebo též "totalitu", celistvou objektivitu, jejichž jednotlivé funkce konají nezávisle na lidském vědomí. K doložení téhož cituje Lukács Marxe: "Vztahy produkce tvoří v každé společnosti celek". Lukács vidí v neomezeném kapitalistickém rozvoji světového obchodu latentní možnost vzniku sjednocené totality a vysvětluje, že stoupající autonomie jednotlivých segmentů kapitalistického systému (jako např. peněžní oběh) je společností chápáno jako "krize", ale k pochopení krize je třeba tyto zdánlivě a záměrně rozdělené segmenty pospojovat.
Modernistickým směrům Lukács vytýká přehlížení vztahu literatury k objektivní realitě v zájmu vyjádření subjektivní existence, které však nevede k pochopení kapitalistické totality bytí. Je zřejmé, že Lukács považuje zobrazení reality za hlavní smysl umění, a v tom se zřejmě s modernisty nerozchází, avšak jak zdůrazňuje "pokud se autor snaží pochopit realitu jaká opravdu je, pokud je autentickým realistou, pak otázka celistvosti (totality) hraje rozhodující roli". "Skuteční realisté" ukazují důležitost sociálního kontextu, přičemž odmaskování objektivní totality je rozhodujícím prvkem Lukácsovy marxistické teorie, jeho výhradním autorským přístupem.
Lukács pak postavil dialektickou opozici mezi dvěma elementy, u kterých věřil, že jsou podstatou lidské zkušenosti. Podle něj existuje dialektický vztah mezi "dojmem" z událostí, které vycházejí ze subjektivních ničím neomezených zkušeností a jejich "podstatou", která je dána působením objektivní totality kapitalismu. Lukács vysvětluje, že dobří realisté, jako byl Thomas Mann vytvářejí kontrast mezi uvědoměním si povahy (vzhledu) věcí a na ní nezávislé reality (podstaty). Podle Lukácse Mann uspěl, protože popsal tento kontrast, kdežto modernističtí autoři nikoli, neboť zobrazovali realitu pouze jako individuální zkušenost, přičemž se jim "nepodařilo prorazit povrch" k "zobrazení podstaty skutečných příčin, které ovlivňují jejich zkušenosti a skrytých sociálních sil, které je produkují". Nástraha spoléhání se na bezprostřednost má podle Lukácse rozmanité pozadí. Předsudky vštěpovány kapitalistickým systémem jsou podle něj natolik záludné, že z nich nelze uniknout bez opuštění víry v pouhou subjektivní zkušenost a bezprostřednost. V literatuře mohou být potlačeny pouze těmi realistickými autory, kteří "opustili a přesáhli limity bezprostřednosti podrobným zkoumáním všech subjektivních zkušeností a jejich poměřením k sociální realitě", což, jak připouští, není lehká věc. Pomocí Hegelovy dialektiky Lukács vysvětluje, jak vztah mezi bezprostředností a abstrakcí způsobuje jemnou indokrinaci kapitalistické totality. Dokazuje, že pohyb peněz, jakož i jiné prvky kapitalismu, je zcela abstrahován od širokých souvislostí kapitalistického systému, a proto se jeví jako subjektivní bezprostřednost, která opomíjí jeho pozici v základní struktuře objektivní celistvosti.
Ačkoli abstrakce může vést k ukrytí objektivní reality, je pro umění nezbytná, a Lukács věří, že ji realističtí autoři mohou úspěšně uplatnit v "narušení pravidel vládnoucí objektivní reality a k odhalení hlubokých, skrytých, nepřímých a ne okamžitě rozeznatelných vztahů, které vedou k formování společnosti". Lukács tvrdí, že po nezdolnému intelektuálnímu úsilí, mohou úspěšní realisté dosáhnout objektivních vztahů a dát jim nakonec uměleckou podobu ve formě této subjektivní zkušenosti. Uplatňujíc abstraktní metodu, mohou tak autoři ztvárnit vlastní zkušenost s objektivní totalitou. A znova, nejlepší autoři mohou podle Lukácse "zobrazit životné, ale ne bezprostředně viditelné síly v práci na formování objektivní totality. Tito (autoři) pracují tak důkladně a tak pravdivě, že výsledky jejich bádání se mohou eventuálně potvrdit následujícím historickým vývojem. Skuteční mistři realismu mohou být potěšeni jako ti "celiství", kteří vykreslili rozsáhlý a vyčerpávající obraz objektivní reality, reality skutečného světa".
Po opětovném požadavku na literární školu realismu se Lukács znova obrací k příznivcům modernismu. Citujíc přitom Nietzscheho výrok "znakem každé formy literárního úpadku … je, když zobrazovaná realita déle nepřežívá ve své celistvosti" snaží se Lukács doložit, že modernistické vyjádření nereflektuje objektivní realitu, ale namísto toho postupuje od subjektivity k vytvoření "podomácku stvořeného soudobého světa". Abstrakce (bezprostřednost), která je vlastní modernismu zobrazuje "esenci" kapitalistické dominance odděleně od jeho kontextu, způsobem, kde je každá esence v isolaci místo toho, aby byla vysvětlena v celku objektivní totality, která tyto esence ovlivňuje. Lukács věří, že "sociální poslání literatury" je objasnit zkušenosti společenských mas, a ukázat jim, že tato jejich zkušenost je formována objektivní totalitou kapitalismu. Modernisté podle něj namísto toho svým důrazem na bezprostřednost, subjektivitu a abstrakci fiktivní reality ignorují realitu kapitalismu. Protože pouze realismus podle Lukácse zobrazuje dialektický vztah subjektivních zkušeností a sociálních interakcí, které jej ovlivňují, je podle něj jediným hodnotným literárním směrem počátku 20. stol.
Oproti tomu modernistické hnutí ve svém vrcholu v surrealismu se s novými výrazovými formami (automatické psaní), zapojením psychoanalýzy aj. snažilo tvůrčím způsobem rozvíjet lidské poznání a obrazotvornost a tím přispět k demaskování stávající objektivní totality. I když většina jeho protagonistů se hlásila k marxismu a komunistickému hnutí, byli oficiální linii odmítnuti ve prospěch nastupujícího socialistického realismu.

### Ontologie sociálního bytí
Ve svém pozdějším období se Lukács věnoval výkladu ontologie sociálního bytí, kterýžto byl publikován anglicky ve třech svazcích. Práce je systematickým zpracováním dialektické filosofie v její materialistické podobě.